# Leontini

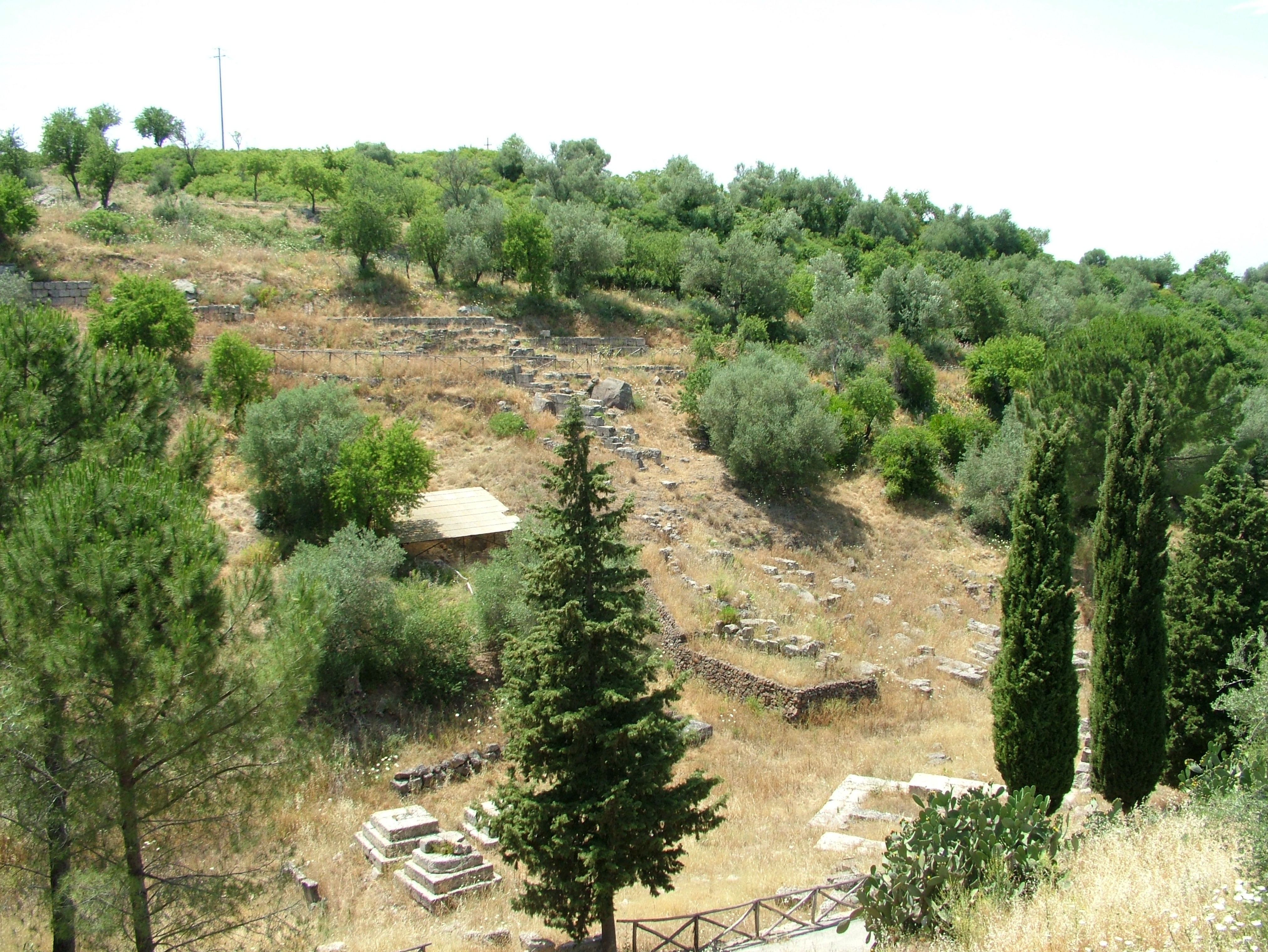
Opgravingen in Leontini

Leontini (Grieks Λεοντίνοι, het huidige Lentini), was een stad in de oudheid in het zuidoosten van Sicilië, hemelsbreed 35 km NNW van Syracuse.

## Griekse tijd

### Stichting
De stad werd door de Chalcidiërs van Naxos gesticht in 729 v.Chr.. Het is vrijwel de enige Griekse kolonie die niet aan de kust ligt, maar zo'n 10 km landinwaarts. Oorspronkelijk werd de plaats door Sicelen bewoond, maar omdat het de vruchtbare vlakte ten noorden ervan beheerste besloten de Grieken het in bezit te nemen. In 498 v.Chr. onderwierp Hippocrates van Gela de stad, en in 476 v.Chr. vestigde Hiëro I van Syracuse er de bevolking van Catania en Naxos.

### Onafhankelijkheid
Later herwon de stad haar onafhankelijkheid, maar ze moest daarbij verschillende malen een beroep op Athene doen. Het was vooral op voorspraak van Gorgias van Leontini dat er in 427 v.Chr. een mislukte expeditie naar de stad gezonden werd. In 422 v.Chr. steunde Syracuse de oligarchie tegen het volk. De leden van de oligarchie verlieten de stad en werden in Syracuse als burgers ontvangen. Dit leidde tot hernieuwde Atheense tussenkomst, eerst op diplomatiek vlak, maar later overtuigden de ballingen van Leontini samen met de gezanten van Segesta de Atheners van de noodzaak om gewapend op te treden. Dit leidde tot de grote expeditie van 415 v.Chr..
Na het mislukken van deze expeditie werd volgens Strabo (vi. 272) Leontini opnieuw onderhorig aan Syracuse. De onafhankelijkheid van de stad werd in 405 v.Chr. in een verdrag tussen Dionysius en Carthago vastgelegd, maar weldra ging de vrijheid weer verloren.

## Romeinse en late tijd
Uiteindelijk werd de stad door Marcus Claudius Marcellus in 214 v.Chr. stormenderhand ingenomen. In de Romeinse tijd schijnt de stad niet erg belangrijk meer geweest te zijn. Niettemin bestond er een bisdom Leontium met zetel in Leontini van de 3e eeuw tot de 9e eeuw. Polybius (vii. 6) beschrijft de oude stad en haar ligging in een dal tussen twee heuvels, uitkijkend naar het noorden. 
In 848 werd de stad verwoest door de Saracenen en in 1698 zwaar getroffen door een aardbeving.
De oostelijke heuvel bezit nog steeds overblijfselen van een versterkt middeleeuws kasteel. In 1899 werden opgravingen gedaan in de Sicel necropolis en verkenningen van de verschillende Griekse begraafplaatsen leverden een aantal fijne stukken brons op